# Francis Maitland Balfour
Pour les articles homonymes, voir Balfour (homonymie).
Francis Maitland Balfour, né le 10 novembre 1851 et mort le 19 juillet 1882, est un alpiniste et biologiste anglais.

## Biographie

### Carrière scientifique
Biologiste de profession, Francis Maitland Balfour est considéré comme l'un des fondateurs de l'embryologie. Il exerce comme professeur de cette discipline à l'université de Cambridge et compte parmi ses élèves Henry Fairfield Osborn, George Parker Bidder et Walter Frank Raphael Weldon. Il obtient en 1881 une médaille de la Royal Society : la Royal Medal. Les résultats de ses recherches sur les invertébrés sont publiés en 1881 (Traité d'embryologie comparative).

### Alpinisme
Quelques jours avant la première ascension du point culminant du Grépon, qui était le « dernier problème » de l'époque, par Albert F. Mummery avec Alexander Burgener et Benedikt Venetz, Francis Maitland Balfour avec son frère Gerard William, et les guides guides Peter Knubel et Johann Petrus, réussit le 19 juillet 1881 la première ascension de la pointe 3 475 m. Ce sommet a été nommé par la suite pointe Balfour. Il se tue, probablement le 19 juillet 1882, en tentant la première ascension de l'aiguille Blanche de Peuterey avec Johann Petrus, beau-frère de Peter Knubel.

## Hommage
Le laboratoire de biologie pour femmes créé à Cambridge en 1884 porte son nom.